# Муниципальное образование «Бильчир»
Муниципальное образование «Бильчир» — муниципальное образование со статусом сельского поселения в Осинском районе Иркутской области России. Административный центр — Бильчир.

## Население
| 2010  | 2011  | 2012  | 2013  | 2014  | 2015  | 2016  |
| ----- | ----- | ----- | ----- | ----- | ----- | ----- |
| 1899  | ↘1896 | ↘1862 | ↗1896 | ↘1874 | ↘1872 | ↗1880 |
| 2017  | 2020  |       |       |       |       |       |
| ↗1906 | ↗2095 |       |       |       |       |       |

По результатам Всероссийской переписи населения 2010 года 
численность населения муниципального образования составила 1899 человек, в том числе 914 мужчин и 985 женщин.

## Населенные пункты
В состав муниципального образования входят населенные пункты
- Бильчир
- Жданово
- Кутанка
- Нефтеразведка[10]